# Fernando António Pinheiro Correia
Fernando António Pinheiro Correia (Coimbra, 4 de julho de 1942 – 1 de março de 2024) foi um jornalista português e dirigente do Partido Comunista Português.

## Carreira
Os primeiros textos (contos e pequenos artigos) apareceram no fim da década de 1950, nos suplementos juvenis do Diário de Lisboa e do República (jornal), dirigidos respetivamente por Mário Castrim e Augusto da Costa Dias.
Na década seguinte, a sua produção literária passou para um registo analítico e sociológico, sendo dominantes os temas ligados ao ensino, ao jornalismo e à psicologia. Dada a semelhança de nomes com o repórter de rádio Fernando Correia é por vezes confundido com ele.
Licenciou-se em filosofia pela Faculdade de Letras da Universidade de Lisboa e concluiu o mestrado no ISCTE – Instituto Universitário de Lisboa em comunicação, cultura e tecnologia. Foi docente universitário e investigador de história, sociologia e socioeconomia dos media, do jornalismo e dos jornalistas.
Foi jornalista profissional desde 1965 (uma das mais antigas carteiras profissionais). Foi redactor do Diário Popular entre 1966 e 1973 e do Diário de Lisboa entre 1973 e 1974. Publicou dezenas de artigos em jornais e revistas, algumas das quais bastante improváveis, como o o Boletim do Centro Desportivo Universitário de Lisboa, de cuja direção fez parte na sequência da conquista do poder na instituição por associações de estudantes progressistas em resultado das lutas académicas de 1961 e 1962.
Foi membro do secretariado de redação da revista Seara Nova entre 1969 e 1974 e integrou a equipa que lançou a edição legal do semanário Avante! como subchefe de redação entre Maio de 1974 e 1986.
À data da revolução de Abril de 1974, estava encarcerado no Forte de São Bruno de Caxias por oposição ao Estado Novo, tal como muitos outros intelectuais. Saiu da prisão diretamente para a redação do Diário de Lisboa, onde entregou uma reportagem inesquecível sobre o último dia passado na prisão.
Investigador com vasta obra publicada, foi diretor editorial da revista “Jornalismo e Jornalistas”, do Clube de Jornalistas desde o primeiro número, em 2000. Em simultâneo, dirigiu a licenciatura em Comunicação e Jornalismo da Universidade Lusófona de Humanidades e Tecnologias entre 2008 e 2012, leccionou em cursos de pós-graduação e mestrado, orientou teses e participou em júris. Formador no Cenjor, foi também membro fundador do Centro de Investigação Media e Jornalismo (CIMJ) e da Associação Portuguesa de Ciências da Comunicação (SOPCOM). A sua investigação ajudou a compreender o papel de viragem da nova vaga de jornalistas em Portugal durante a década de 1960. .
Sócio n.º 113 do Sindicato dos Jornalistas, cujo Conselho Geral integrou, foi membro da Comissão Organizadora do Primeiro Congresso dos Jornalistas Portugueses (1982), da Comissão Executiva e da Comissão de Redação do 2.º Congresso (1986) e da Comissão Organizadora e da Comissão de Redação do 3º Congresso (1998). Membro fundador do Clube de Jornalistas (1984), tendo integrado igualmente o júri dos Prémios Gazeta de Jornalismo.
Profissional de jornalismo com vasta carreira, Fernando Correia foi igualmente membro do Conselho de Informação para a Imprensa, eleito pela Assembleia da República (1978-1983), e membro entre 2005 e 2024 do Conselho de Opinião da RTP, eleito pela Assembleia da República.[carece de fontes?]
Fernando Correia foi também autor de vasta bibliografia sobre jornalismo, práticas de jornalismo durante o Estado Novo e os novos conglomerados de comunicação.

## Obras
- Em Defesa do Jornalismo e dos Jornalistas (2013);
- O Papel Modernizador dos jornais Diário Ilustrado, Diário de Lisboa e A Capital durante a década de 60 do século XX (2011, em coautoria com Carla Baptista);
- Anos 60: um Período de Viragem no Jornalismo Português (2010, em coautoria com Carla Baptista);
- Memórias Vivas do Jornalismo; (2010, em coautoria com Carla Baptista);
- Crise de Identidade Profissional e Emergência de um Novo Paradigma (2009);
- The Portuguese Media Landscape (2007, em coautoria com Carla Martins);
- Jornalistas: do Ofício à Profissão. Mudanças no Jornalismo Português (1956-1968) (2007, em coautoria com Carla Baptista);
- Jornalismo: Grupos Económicos e Democracia (2006);
- Para uma Análise da Produção Jornalística. Determinismo e Autonomia (2005);
- Jornalismo e Sociedade (2000);
- Os Jornalistas e as Notícias. A Autonomia Jornalística em Questão (1997);